# Iván Campo
Iván Campo Ramos (San Sebastián, 21 de fevereiro de 1974) é um ex-futebolista espanhol, que atuava como meia.

## Carreira

### Inicio
Campo foi revelado nas categorias de base do Logroñés, fazendo sua estreia como profissional no Deportivo Alavés. Teve passagens por Real Valladolid, Valencia e Real Mallorca antes de defender o Real Madrid, onde esteve presente nas duas últimas conquistas europeias da equipe merengue.

### Bolton
Foi emprestado ao Bolton Wanderers durante uma temporada, mas acabou permanecendo durante mais cinco, após ser contrato em definitivo. Contratado pelo Ipswich Town, permaneceu apenas uma temporada, quando acabou saindo do clube.

### AEK Larnaca e aposentadoria
Poucos meses depois, assinou com o AEK Larnaca, onde, após disputar apenas oito partidas, se aposentou do futebol.

## Títulos
Real Madrid
- Mundial Interclubes: 1998
- Liga dos Campeões da UEFA: 2000, 2002
- Campeonato Espanhol: 2001
- Supercopa da Espanha: 2001